# Juan Orlando Hernández
Juan Orlando Hernández Alvarado, ofte skrevet som JOH, (født 28. oktober 1968) er en honduransk politiker for Honduras' Nationalparti og forretningsmand. Han blev Honduras præsident efter en valgsejr i 2013 og blev indsat på posten den 27. januar 2014. Han begyndte sin anden præsidentperiode den 27. januar 2018 på trods af beskydninger om valgsvindel. Præsidentperioden udløb 27.januar 2022, hvor han blev efterfulgt som præsident af Xiomara Castro.
Hernández var formand for Honduras' parlament fra januar 2010 til juni 2013, hvor han fik bevilget orlov af parlamentet til i stedet at hellige sig valgkampen til præsidentvalget i 2013.
Efter at Honduras' højesteret havde tilladt genvalg af præsidenter i april 2015, meddelte Hernández i 2016 at han ville søge genvalg ved præsidentvalget 2017. Den 15. december 2016 besluttede den øverste valgdomstol, med to stemmer mod én, at tillade Hernández at stille op til primærvalget for Honduras' Nationalparti, på trods af argumenter om, at det ville være ulovligt. Den 12. marts 2017 vandt han primærvalget om at blive Nationalpartiets præsidentkandidat ved præsidentvalget i Honduras 26. november 2017. Ved præsidentvalget blev Hernández erklæret vinder med en snæver margin på 0,5 %. Valget blev bredt kritiseret for valgsvindel. Organisationen af Amerikanske Stater og USA's kongres opfordrede til omvalg, men USA's udenrigsministerium anerkendte hurtigt Hernández som den officielle vinder.
Hernández fratrådte som præsident i 2022 og blev samme år arresteret og udleveret til USA. Han blev i 2024 i New York kendt skyldig i at have medvirket til indsmugling af mere end 500 tons kokain til USA ved som præsident at sørge for at Honduras' narkokarteller kunne udføre smuglingen uden at der blev grebet ind. Hernández nægtede sig skyldig.